# Fâchin
Fâchin ist eine französische französische Gemeinde mit 105 Einwohnern (Stand 1. Januar 2022) im Département Nièvre in der Region Bourgogne-Franche-Comté. Sie gehört zum Arrondissement Château-Chinon (Ville) und zum Gemeindeverband Morvan Sommets et Grands Lacs. Die Bewohner nennen sich Fâchinois.

## Geografie
Die Gemeinde Fâchin liegt etwa 30 Kilometer westlich von Autun im Regionalen Naturpark Morvan unweit des Mont Haut-Folin, des mit 901 m höchsten Gipfels im Morvan-Massiv. Im bewaldeten Süden der Gemeinde liegt der Gipfel des Roche de Suize auf 796 m und eine namenlose 818 m hohe Bergkuppe im Bois de la Loge. Wälder bedecken fast drei Viertel des 13,93 km² großen Gemeindeareals. Die östliche Gemeindegrenze wird von der oberen Yonne – hier noch als Gebirgsbach – gebildet. Nachbargemeinden von Fâchin sind Château-Chinon (Campagne) im Norden, Arleuf im Nordosten und Osten, Glux-en-Glenne im Südosten, Villapourçon im Süden sowie Saint-Léger-de-Fougeret im Westen.

## Geschichte
Die Gemeinde Fâchin entstand 1870 aus Teilen der Gemeinden Arleuf, Villapourçon und Château-Chinon (Campagne).
Zwischen 1904 und 1931 hatte Fâchin einen Bahnanschluss an einer der Tacot du Morvan genannten Strecken von Autun nach Château-Chinon (Ville). Der Bahnhof befand sich im Weiler Le Châtelet am Étang d’Yonne auf der rechten Uferseite der Yonne, die schon zur Gemeinde Arleuf gehört. 1936 wurden die Gleisanlagen demontiert.

### Bevölkerungsentwicklung
| Jahr      | 1962 | 1968 | 1975 | 1982 | 1990 | 1999 | 2006 | 2015 | 2021 |
| Einwohner | 228  | 191  | 147  | 147  | 119  | 105  | 112  | 112  | 105  |

Im Jahr 1876 wurde mit 1032 Bewohnern die bisher höchste Einwohnerzahl ermittelt. Die Zahlen basieren auf den Daten von cassini.ehess und INSEE.

## Sehenswürdigkeiten
- Kirche Saint-Pierre-Saint-Paul
- Flurkreuze

## Wirtschaft und Infrastruktur
In der waldreichen Gemeinde Fâchin sind acht Forstbetriebe und fünf Rinderzucht-Betriebe ansässig. Pensionen und Ferienhäuser sowie ein Campingplatz stehen Touristen zur Verfügung, die vor allem im Winter die nahegelegenen Skipisten im Morvan nutzen – dem Paris am nächsten gelegenen Skigebiet Frankreichs.
Fâchin liegt an der Fernstraße D 27 von Château-Chinon (Ville) nach Luzy, die das südliche Morvan-Gebirge erschließt. Im 64 Kilometer westlich gelegenen Nevers besteht Anschluss an die Autoroute A77.

## Belege
1. ↑  Arleuf auf cassini.ehess.fr
2. ↑  Villapourçon auf cassini.ehess.fr
3. ↑  Château-Chinon (Campagne) auf cassini.ehess.fr
4. ↑  À travers le Haut-Morvan: le Tacot d’Autun à Château-Chinon de 1900 à 1936 (Durch Hoch-Morvan: Der Tacot d’Autun in Château-Chinon von 1900 bis 1936), Artikel von J. Paineau n der Zeitschrift „Images de Saône-et-Loire“ Nr. 80 (Herbst 1989), Seiten 3 bis 8.
5. ↑  Fâchin auf cassini.ehess.fr
6. ↑  Fâchin auf insee.fr
7. ↑  Forstbetriebe auf annuaire-mairie.fr
8. ↑  Landwirtschaftsbetriebe auf annuaire-mairie.fr